# Dobryń
Dobryń este o arie protejată (sit de importanță comunitară — SCI) din Polonia întinsă pe o suprafață de 87,82 ha, integral pe uscat.

## Localizare
Centrul sitului Dobryń este situat la coordonatele 52°02′26″N 23°25′52″E / 52.0405°N 23.4312°E.

## Înființare
Situl Dobryń a fost declarat sit de importanță comunitară în aprilie 2004 pentru a proteja un număr necunoscut de specii din flora spontană și fauna sălbatică aflate în arealul zonei.

## Biodiversitate
Situată în ecoregiunea continentală, aria protejată conține 2 habitate naturale: Păduri de stejar și carpen Galio-Carpinetum, Păduri aluvionare cu Alnus glutinosa și Fraxinus excelsior (Alno-Padion, Alnion incanae, Salicion albae).
La baza desemnării sitului se află un număr nedeclarat de specii protejate.